# Javier Linares Aranzabe
Javier Linares Aranzabe (Tolosa, Guipúscoa, 14 de novembre de 1892 - ?) va ser un militar espanyol.

## Biografia
Va ingressar en l'Acadèmia d'Infanteria de Toledo al setembre de 1907, d'on es va llicenciar tres anys més tard amb el grau de tinent. Mentre realitzava la seva carrera militar, també va desenvolupar estudis de dret en la Universitat de Sevilla. En l'estiu de 1932, quan es va produir la «Sanjurjada», es trobava destinat en la II Divisió Orgànica amb el rang de comandant d'Estat major. Després de l'esclat de la Guerra Civil, va estar destinat en l'Estat Major del Ministeri de la Guerra.
A la fi de setembre de 1936 va ser enviat a la zona nord, sent nomenat comandant del sector d'Oviedo. Des d'aquest lloc, va dirigir diversos assalts contra Oviedo, on resistien les forces revoltades al comandament del coronel Aranda. A la fi d'any ja s'havia convertit en el cap militar de les forces republicanes a Astúries. En la primavera de 1937 va ser nomenat comandant de l'III Cos d'Exèrcit Asturià, i posteriorment del XVII Cos d'Exèrcit. No obstant això, la pressió de les forces revoltades era considerable i després de la campanya d'Astúries les forces de Franco van aconseguir conquistar tot el nord d'Espanya. Després del seu retorn a la zona centre, al novembre de 1937 va ser nomenat cap d'Estat major de l'Exèrcit d'Extremadura, i en la primavera de 1938 cap d'Estat major de l'Exèrcit de l'Est.
Al final de la contesa es va exiliar a França, sent internat durant algun temps al camp d'Argelers. Posteriorment es va traslladar a Mèxic, on va arribar a bord del vapor Nyassa al maig de 1942. Allí es va afiliar a l'Agrupació socialista de Mèxic.